# 岐阜県道405号下手向陶線
岐阜県道405号下手向陶線（ぎふけんどう405ごう しもとうげすえせん）は、岐阜県恵那市を起点とし瑞浪市に至る一般県道である。

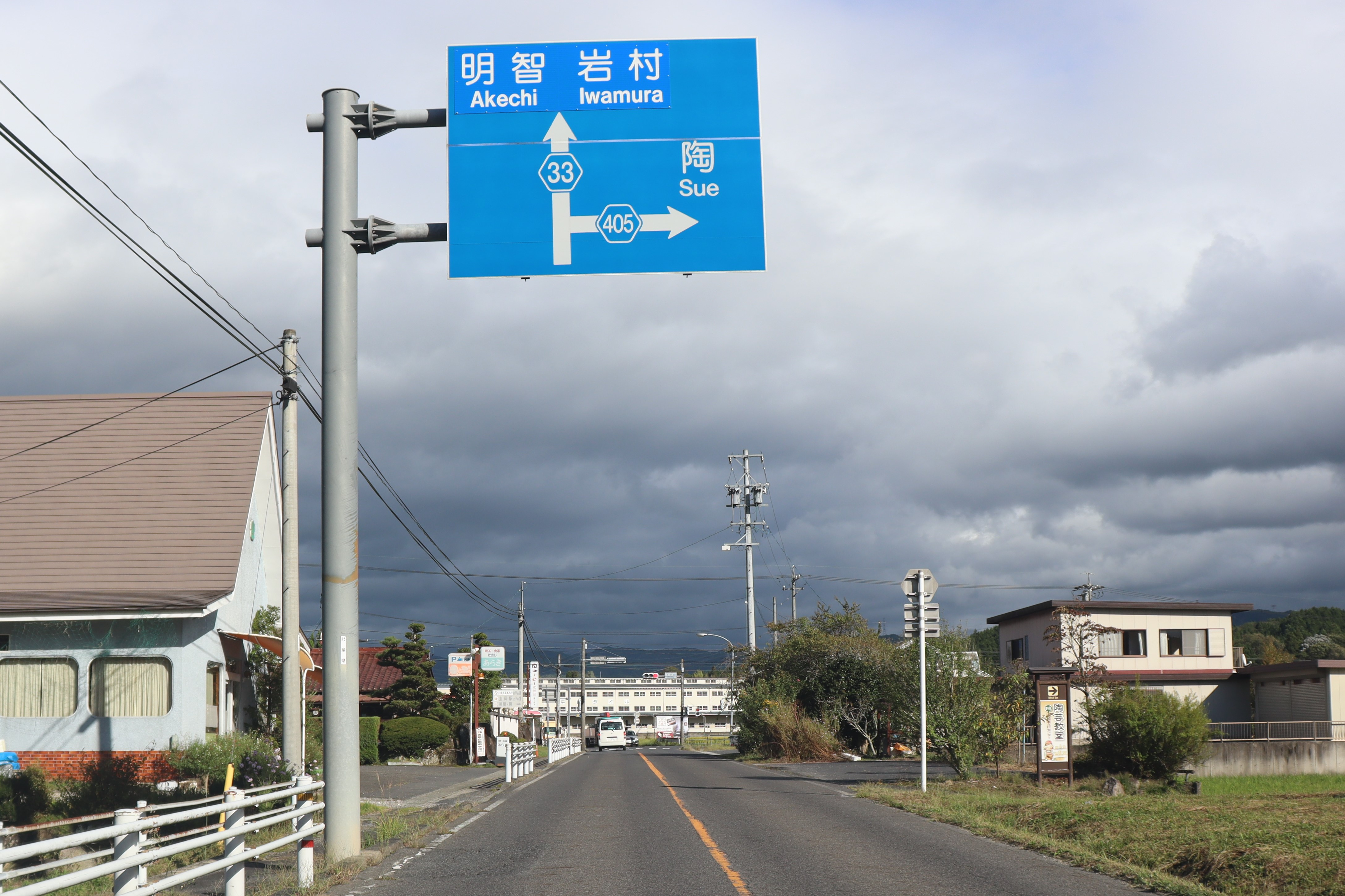
起点となる岐阜県道33号瑞浪上矢作線との交差点、恵那市山岡町下手向にて

## 概要
起点から終点までの大半の区間が恵那市山岡町内を通る。
ほとんどの区間片側1車線が確保されているが、恵那市山岡町原の一部区間ではややすれ違いが困難な街路がみられる。
交通量は比較的多い。この道路は恵那市山岡町内を通る主要な道路のひとつである。山岡駅と吹越（東鉄バス明智線バス停）を結ぶ恵那市自主運行バスもこの道路を通行する。

### 路線データ
- 起点：岐阜県恵那市山岡町下手向（岐阜県道33号瑞浪上矢作線交点）
- 終点：岐阜県瑞浪市陶町（国道363号交点）

## 地理

### 通過する自治体
- 岐阜県
  - 恵那市
  - 瑞浪市

### 主な接続路線
- 岐阜県道33号瑞浪上矢作線（岐阜県恵那市 下手向交差点）
- 国道363号（岐阜県瑞浪市 吹越交差点）